# Цвєтков Михайло Вікторович
Михайло Вікторович Цвєтко́в (нар. 28 березня 1952, Вінниця) — український скульптор, член Спілки художників України з 1980 року.

## Біографія
Народився 28 березня 1952 року у місті Вінниці. 1977 року закінчив Київський художній інститут (навчався у В. Бородая), у 1983 році — творчі майстерні при Акалемії мистецтв СРСР у Києві.

## Творчість
Основні твори:
- «Кибальчич» (1977);
- «Будівельники Київського метрополітену» (1979);
- «Перемога» (1980);
- «Балерина. А. Кондя» (1981);
- «С. Ріхтер» (1982);
- портрет С. Рахманінова (1988);
- «Забіг» (1988);
- «Тоталітаризм» (1989);
- «Метелик» (1991);
- «Дух воїна» (1993);
- «Король пік» (1996);
- «Арго» (2002).